# Maligny (Yonne)
Maligny é uma comuna francesa na região administrativa de Borgonha-Franco-Condado, no departamento de Yonne. Estende-se por uma área de 22,28 km². Em 2010 a comuna tinha 820 habitantes (densidade: 36,8 hab./km²).